# 奧古斯丁火山
奧古斯丁火山（Augustine Volcano）是美國阿拉斯加州的一個火山，位於庫克灣西南方 ，海拔高度1,260公尺，山體在40,000年前形成，由火山形成的島長12公里、寬10公里，最近一次火山噴發在2006年發生。

## 外部連結
- Alaska Volcano Observatory（页面存档备份，存于）
- Augustine activity （页面存档备份，存于）

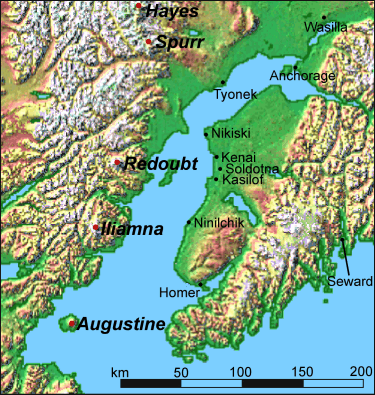
奧古斯丁火山位於庫克灣西南方

- Augustine Volcano Live Webcam （页面存档备份，存于）
- Video sequence of January 29, 2006 event from Augustine Webcam
- NASA Images from December 2005（页面存档备份，存于）

59°21′48″N 153°26′00″W / 59.36333°N 153.43333°W